# Czernyola annulipes
Czernyola annulipes är en tvåvingeart som först beskrevs av Johnson 1913.  Czernyola annulipes ingår i släktet Czernyola och familjen träflugor. Inga underarter finns listade i Catalogue of Life.